# Кесар (Верховний король Ірландії)
Кесар (давньоірл. Cesair, Cessair) — персонаж давньої ірландської міфології. Згідно з історичними переказами та легендами — верховний король Ірландії. Час правління — 2952 р. до н. е. Згідно з давніми ірландськими легендами це був рік 2242 після створення світу і рік, коли мав місце Всесвітній Потоп. До наших часів легенда про Кесаря дійшла у версії, яка була відредагована ірландськими монахами в добу раннього середньовіччя і була «узгоджена» з біблійними переказами. Згідно з легендою Кесар жив у часи Ноя. Місця в Ковчезі для Кесаря і його родичів не вистачило. Тоді він звернувся за порадою до свого ідола. Ідол порадив збудувати йому корабель. Кесар збудував корабель і взяв на нього трьох чоловік: Бі, Фінтана, Ладру (ірл. Bith, Fintan, Ladra) і ще 50 жінок. Вони 7 років подорожували — плавали по морям та океанам, аж доки не припливли до берегів Ірландії. Вони висадилися в Ірландії на берег у місцевості Дун на м-Барк (ірл. Dún na mBarc) — узбережжя Бантрі, графство Корк. Чоловіки поділили між собою жінок і стали жити з ними як з дружинами. Коли Ладра помер, його жінок поділи між собою Біх і Фінтан. Коли помер Бі, Фінтан забрав собі всіх жінок і втік. За шість днів до Потопу Кесар помер від серцевого нападу. Сталося це в Кул-Кесрах (ірл. Cuil Ceasrach), що в Коннахті. Згідно з легендою, його поховали в Кнок-Мей (ірл. Cnoc Meadha), що за 6 миль на північний захід від Таума, графство Голуей. Решта супутників Кесаря загинули під час потопу. За винятком Фінтана, який перетворився на лосося. Через багато століть, через низку перетворень він знов обернувся на людину й розказав ірландцям про історію свого народу.
Інший варіант цієї історії міститься в книжці «Друм Снехта» (ірл. Druimm Snechta) — «Книга Фортеці Снігу». Згідно з цією книжкою, за 200 років до потопу в Ірландію приплив Банба з трьома чоловіками і 50 жінками, а самі події сталися у 2490 р. до н. е. Ці люди жили в Ірландії протягом 40 років і всі загинули від епідемії чуми. Згідно з іншими легендами, Банба і його люди належали до Племені Богині Дану і припливли в Ірландію значно пізніше, ніж Кесар.
Джеффрі Кітінг (Сеахрун Кейтінн) пише, що троє рибалок з берегів Іспанії віднесла буря до Ірландії. Цих рибалок звали Капа, Легне, Луазад (ірл. Capa, Laigne, Luasad). Їм так сподобалась Ірландія (тоді ще ненаселена), що вони повернувшись додому взяли своїх дружин і припливли назад в Ірландію. Це й були перші мешканці Ірландії. Але потім відбувся Потоп і всі вони загинули.